# St. Margarethen (Gyhum)

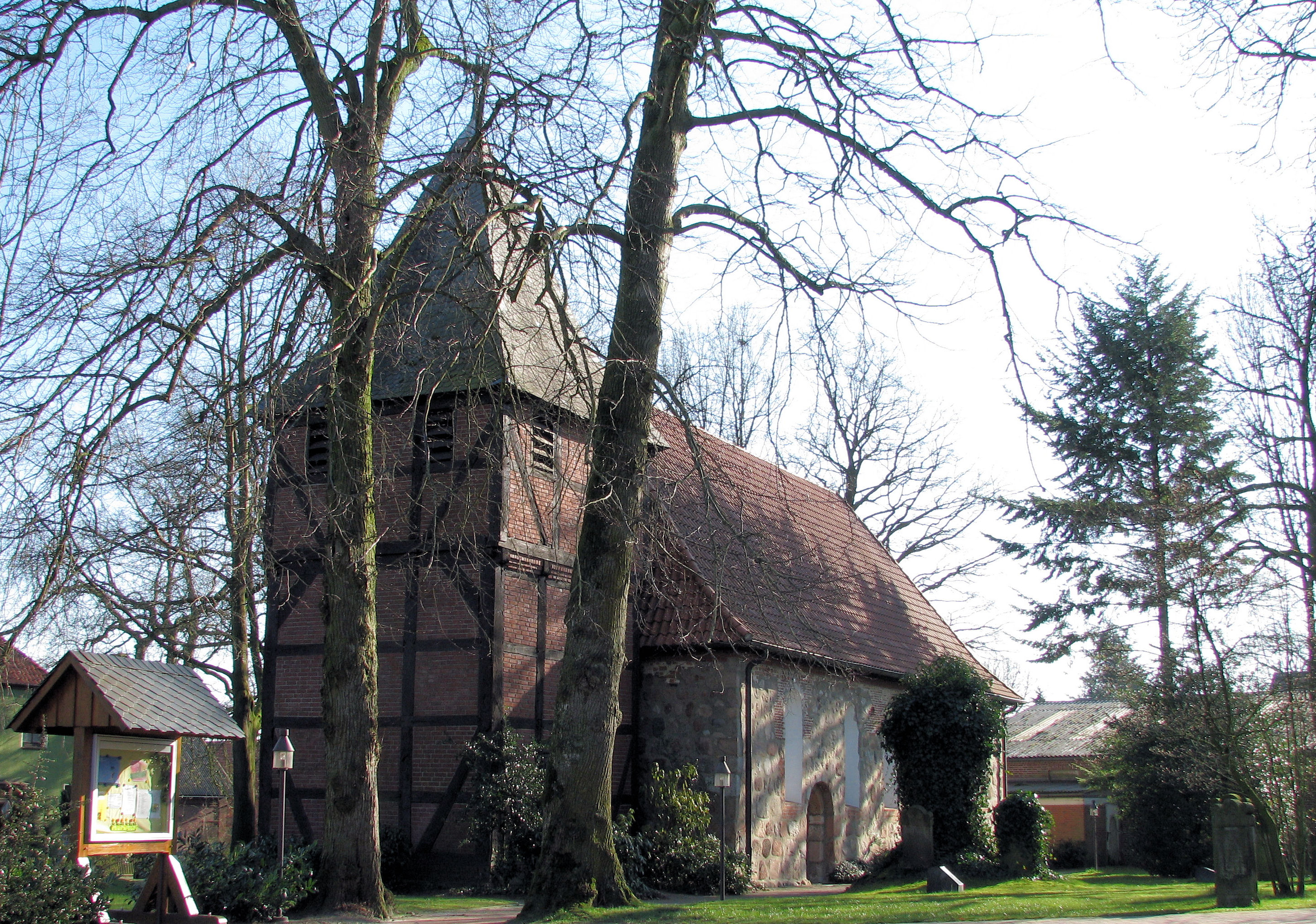
St. Margarethen

Die evangelisch-lutherisch Kirche St. Margarethen steht in Gyhum, einer Gemeinde im Landkreis Rotenburg (Wümme) von Niedersachsen. Die Kirchengemeinde gehört zum Kirchenkreis Bremervörde-Zeven im Sprengel Stade der Evangelisch-lutherischen Landeskirche Hannovers.

## Beschreibung
Die Feldsteinkirche ist im westlichen Teil romanisch. Zuerst war sie nur eine kleine Kapelle. Im 17. Jahrhundert wurde im Westen ein freistehender, mit einem schiefergedeckten Pyramidendach bedeckter Glockenturm aus Holzfachwerk errichtet, der mit Backsteinen ausgefacht ist. 
Im mit einer Holzbalkendecke überspannten Innenraum wurde eine Empore eingebaut. 1793 wurde die Saalkirche nach Osten verlängert. Die erste Orgel wurde 1894 aufgebaut. Sie wurde 2001 durch ein neues Werk mit 14 Registern, zwei Manualen und Pedal von den Gebrüdern Hillebrand ersetzt.

## Glocken
Im Glockenstuhl des Kirchturms hängen folgende Kirchenglocken:
| Glocke | Name           | Schlagton | Gewicht | Gussjahr | Gießer, Gussort                          |
| ------ | -------------- | --------- | ------- | -------- | ---------------------------------------- |
| 1      | Friedensglocke | fis′+2    | 680 kg  | 1959     | Glocken- und Kunstgießerei Rincker, Sinn |
| 2      | Betglocke      | gis′+0    | 410 kg  | 1831     | Kovatsay & Ehlermann, Rotenburg (Wümme)  |
| 3      | Trauglocke     | h′-2      | 290 kg  | 1959     | Glocken- und Kunstgießerei Rincker, Sinn |
| 4      | Taufglocke     | dis″+2    | 150 kg  | 1959     | Glocken- und Kunstgießerei Rincker, Sinn |